# Trận khe hở Charmes
Trận khe hở Charmes, còn gọi là Trận Nancy, là một trận đánh trên Mặt trận phía Tây trong cuộc Chiến tranh thế giới thứ nhất,, diễn ra từ ngày 24 cho đến ngày 28 tháng 8 năm 1914. Trong trận chiến này, Tập đoàn quân số 2 của Pháp do tướng Noel de Castelnau chỉ huy đã dần dần đánh bật cuộc tấn công của các Tập đoàn quân số 6 và số 7 của Đế quốc Đức do Thái tử Rupprecht xứ Bayern chỉ huy nhằm vào khe hở Charmes nằm giữ Toul và Epinal. Chiến thắng của Castelnau tại khe hở Charmes đã góp phần trải rộng sườn phải của chiến tuyến của quân Pháp tại Lorraine, đồng thời đây cũng là thắng lợi đầu tiên của quân đội Pháp trong cuộc chiến tranh. Trận đánh này cũng khiến cho cánh cửa phía đông của Pháp khép lại hoàn toàn trước cuộc tấn công của người Đức, trong khi cả hai phe chịu thiệt hại không nhỏ.
Trong giai đoạn đầu của cuộc chiến, cuộc tấn công của Tập đoàn quân số 1 của Pháp do tướng Auguste Dubail chỉ huy và Tập đoàn quân số 2 do tướng Castelnau đã bị lực lượng phòng ngự của Đức do Thái tử xứ Bayern chỉ huy đè bẹp. Vào ngày 20 tháng 8, được sự chấp thuận của Tổng tham mưu trưởng Helmuth von Moltke, Rupprecht đã phát động một chiến dịch tấn công, đánh tan quân của Castelnau trong trận Morhange, buộc lực lượng của ông phải rút chạy. Trước tình hình đó, quân của Dubail cũng triệt thoái khỏi Sarrebourg. Triệt thoái về hướng tây sông Meurthe sau thảm bại tại Morhange, quân của Castelnau đã thiết lập các vị trí của mình vào ngày 23 tháng 8 năm 1914. Trong khi đó, Moltke hạ lệnh cho các Tập đoàn quân số 6 và 7 của Đức tiến đánh khe hở Charmes giữa Toul và Epinal (một cuộc đột phá của quân đội Đức tại đây sẽ khiến cho họ thu được Nancy). Nhưng, trong thời tiết quang đãng của ngày 24 tháng 8, máy bay trinh thám đã phát hiện được sự chuẩn bị của người Đức cho cuộc tiến công sắp tới của họ. Hôm ấy, quân Đức đã tấn công vào khe hở Charmes, và nhiệm vụ phòng ngự Nancy đã được giao cho Quân đoàn X của Pháp do tướng Ferdinand Foch chỉ huy. Foch đã tiến hành một cuộc phản công thắng lợi. Vào ngày 25 tháng 8, Rupprecht đã chặn đứng được quân Pháp trong vài tiếng đồng hồ và gần chọc thủng được chiến tuyến của đối phương song quân Pháp dưới sự chỉ huy của Foch đã thực hiện những cuộc tấn công mạnh mẽ vào cánh trái của quân Đức. Quân Pháp không chiếm được nhiều đất đai, nhưng đã giam chân một số lượng lớn quân Đức khỏi các nơi khác.
Quân đội Đức đã bị đánh bật về phía đông sông Meurthe. Ngày hôm sau, quân đội Pháp tiếp tục cuộc tấn công của mình trong mưa, nhưng không thể vượt được sông Meurthe. Trên đường rút chạy, các lực lượng Đức đã tiến hành các cuộc chặn hậu quyết liệt, và cuối cùng họ đã về đến biên giới Đức - Pháp. Tuy thua trận nhưng quân đội Đức không hề bị đánh tan. Do hai bên đều mỏi mệt, vào ngày 27 tháng 8, Castelnau cho quân nghỉ ngơi. Trận khe hở Charmes đã làm dấy lên sự vui mừng trên khắp nước Pháp, đồng thời thể hiện khả năng cầm quân của Foch. Không lâu sau, bước tiến của Rupprecht lại bị chặn đứng trong trận Grand Couronné.